# オーケーエム
株式会社オーケーエム（英: OKUMURA ENGINEERING corp.）は、滋賀県野洲市に本社を置く日本のバルブメーカー。東京証券取引所スタンダード市場上場。旧社名は株式会社奥村製作所。

## 概要
バルブの開発・設計から製造、販売までワンストップサービスを提供する1902年（明治35年）創業のバルブメーカー。祖業は木挽鋸の製造業だったが、1952年より「バルブ」専門メーカーに転換。空調設備、船舶、半導体、石油、化学、鉄鋼、電力、水道、食品など、あらゆる配管の流体制御に使われるバルブを製造する。型式・サイズ・材質などの組み合わせにより、顧客の個別ニーズに合わせて10万種類以上のカスタマイズが可能。近年では、SDGsの取組の一環として、船舶排ガス用バルブやバラスト水処理装置用バルブ等の販売により、環境保全や生態系保護にも尽力する。その成果が認められ、2020年6月に経済産業省より「2020年版グローバルニッチトップ企業100選」に選定。2020年12月には東京証券取引所市場第二部（現 スタンダード市場）への新規上場を果たす。
2023年3月期の連結売上構成は市場区分別で陸用市場49.3％、舶用市場50.7％、製品別でバタフライバルブ84％、その他（ナイフゲートバルブ、ピンチバルブ等）16％。海外売上高比率は24.6％。

## 沿革
- 1902年1月 - 滋賀県蒲生郡蒲生町において奥村清太郎が鋸切製造所を創業
- 1952年8月 - バルブコック専門工場に転換し、その製造販売を広める
- 1962年
  - 5月 - バルブ及び鉄工品の製造販売を行う事を目的にして滋賀県蒲生郡蒲生町に株式会社奥村製作所を設立
  - 8月 - 東京都渋谷区に東京営業所開設
- 1967年6月 - 大阪市南区に大阪営業所開設
- 1969年6月 - 滋賀県蒲生郡日野町に本社・工場（第一工場）を竣工移転
- 1975年11月 - 本社・工場に加工のための第二工場を増設
- 1980年4月 - バタフライバルブの一貫組立ラインを新設
- 1990年10月 - バルブの製造販売を目的としてマレーシア国スランゴール州にOKM VALVE(M)SDN.BHD.（現・連結子会社）を設立
- 1992年8月 - 加工・組立のための第一工場を改築
- 1993年4月 - 当社社名を株式会社オーケーエムに変更
- 1997年10月 - 本社にてISO9001認証取得
- 1998年6月 - 本社社屋を竣工
- 2003年2月 - バルブの製造を目的として中国蘇州市に蘇州奥村閥門有限公司を設立
- 2006年8月 - バルブの中国国内販売を目的として中国蘇州市に蘇州奥科曼閥門貿易有限公司を設立
- 2008年12月 - OKM VALVE(M)SDN.BHD.をマレーシア国スランゴール州内別地区の新社屋へ移転
- 2011年7月 - ベトナム国ホーチミン市に駐在事務所を開設
- 2012年
  - 3月 - 中国国内弁法が変わり、蘇州奥科曼閥門貿易有限公司を閉鎖
  - 9月 - 製造会社である蘇州奥村閥門で中国国内販売を開始
- 2017年12月 - 経済産業省より、「地域未来牽引企業」に選定される
- 2018年8月 - 本社にてISO27001認証取得
- 2019年
  - 3月 - バルブの製造販売を目的として中国常熟市に奥村閥門(江蘇)有限公司（現・連結子会社）を設立
  - 4月 - 滋賀県東近江市に船舶排ガス用バルブの製造を目的として東近江工場を竣工
- 2020年
  - 6月 - 経済産業省より「2020年版グローバルニッチトップ企業100選」に選定される
  - 10月 - 滋賀県野洲市に研究開発の強化を目的として研究開発センターを竣工
  - 12月 - 東京証券取引所市場第二部に株式を上場[3]
- 2021年
  - 2月 - 滋賀県野洲市に本社を移転
  - 3月 - 韓国釜山広域市に韓国駐在事務所を開設
  - 6月 - 経済産業省のGo-tech事業（旧・サポイン事業）に「液化水素用大口径バタフライバルブの研究開発」が採択される
- 2022年4月 - 東京証券取引所の株式市場再編に伴い、東京証券取引所東京証券取引所スタンダード市場に移行
- 2023年2月 - 中国の製造販売拠点を奥村閥門(江蘇)有限公司に移転したことに伴い蘇州奥村閥門有限公司の清算を結了